# Domingo Marcolino Braile
Domingo Marcolino Braile (Nova Aliança, 8 de abril de 1938 – São José do Rio Preto, 22 de março de 2020) foi um médico, cirurgião cardíaco e inventor brasileiro.
Um dos pioneiros da cirurgia cardíaca no interior do país, Domingo fundou o Instituto Domingo Braile e da Braile Biomédica. Domingo foi também inventor de dispositivos e equipamentos cardíacos, produzidos no Brasil, o que barateou os custos e levou a cirurgia cardíaca a mais pacientes. É um dos cinco brasileiros entre os 600 integrantes da Associação Americana de Cirurgia Torácica (AATS).

## Biografia
Domingo nasceu na cidade paulista de Nova Aliança, em 1938. Era filho do médico italiano Lino Braile e sua esposa, Maria Neviani Braile. Domingo cresceu em São José do Rio Preto, onde desde pequeno frequentava oficinas mecânicas, onde aprendeu a mexer em motores de veículos. A influência do pai, imigrante italiano, o levou a ingressar no curso de medicina da Faculdade de Medicina da Universidade de São Paulo (FMUSP), em 1957.
Ainda estudante, entre os anos de 1959 e 1962, Domingo era parte da equipe do professor Euryclides de Jesus Zerbini na oficina experimental de cirurgia cardíaca. Era também membro da equipe experimentação de equipamentos e válvulas para cirurgia cardíaca do Departamento de Técnica Cirúrgica e Cirurgia Experimental da mesma instituição. Sua experiência com máquinas e motores o tornou um membro valioso da equipe e entre 1960 e 1961, ele se tornou assistente cirúrgico do professor Zerbini e escolheu se especializar em cardiologia.
Em 1960, ele foi parado no elevador da faculdade de medicina pelo cirurgião Adib Jatene. Adib soube que Domingo estava trabalhando em uma bomba extracorpórea na oficina de Zerbini, usada em cirurgias cardíacas para manter o corpo do paciente oxigenado. Havia duas máquinas na faculdade de medicina, ambas extremamente caras e importadas. Zerbini acreditava que fabricá-las no Brasil reduziria o custo do equipamento e das cirurgias, atendendo a um número maior de pacientes. Adib se ofereceu para trabalharem juntos no equipamento.

## Carreira
Já formado, Domingo retornou para São José do Rio Preto, onde fez residência no Serviço de Cirurgia Geral, na Casa de Saúde Santa Helena, entre os anos de 1963 a 1965. A experiência adquirida na equipe do professor Zeribini o fez criar, ainda como residente, o Serviço de Cirurgia Cardíaca na Casa de Saúde Santa Helena, em 1963, onde realizou a primeira cirurgia cardíaca com circulação extracorpórea do interior do Brasil.
Em 1965, começou a trabalhar na Santa Casa de Misericórdia de São José do Rio Preto, onde criou e chefiou o Serviço de Cirurgia Cardíaca da instituição até 1972. Foi líder da equipe que, em 1967, criou o Instituto de Moléstias Cardiovasculares (IMC) em São José do Rio Preto, onde Domingo trabalhou como cirurgião pelos próximos 25 anos. Como cirurgião ou como assistente, Domingo realizou mais de trinta mil cirurgias cardíacas e ajudou a criar 21 serviços de atendimento e cirurgia cardíaca em várias cidades do interior do país e de São Paulo.
A partir de 1973, Domingo começou a estudar a proteção miocárdica. Em 1977, fundou a IMC Biomédica, atualmente a Braile Biomédica, onde sob sua direção começou a produção de de válvulas biológicas cardíacas e enxertos de pericárdio bovino destinados a operações cardiovasculares. Em 1985, criou o marca-passo cardíaco externo e o estimulador esofágico a fim de estudar arritmias. Em 1988, desenvolveu um oxigenador de membrana para sistema de coração-pulmão, equipamento essencial para a cirurgia cardíaca.
De 1988 em diante, Domingo desenvolveu no país a técnica de cardiomioplastia, uma alternativa aos transplantes cardíacos, onde o paciente se recupera mais rápido. Os resultados da pesquisa tornariam-se sua tese de livre-docência, apresentada na Universidade Gama Filho do Rio de Janeiro, em 1994. Em 1990, defendeu seu doutorado na Escola Paulista de Medicina, sob a orientação de Enio Buffolo, intitulada Prótese valvular de pericárdio bovino: desenvolvimento e aplicação clínica em posição mitral.
Foi professor da Faculdade de Medicina de São José do Rio Preto de 1968 a 1977. Foi professor do Curso de Pós-Graduação em Ciências da Saúde da Faculdade de Medicina de São José do Rio Preto de 1991 a 2012. Foi chefe do Serviço de Cirurgia Cardíaca e membro do Conselho Superior do Hospital de Base da Faculdade de Medicina de São José do Rio Preto até 1998. Foi professor na graduação da Faculdade de Medicina de Catanduva, responsável pelo ensino de cirurgia cardiovascular e torácica entre 1983 a 1994. Na Universidade Estadual de Campinas (Unicamp), a convite do reitor, foi chefe do Serviço de Cirurgia Cardíaca da Faculdade de Medicina e professor sênior do mesmo serviço.
Entre 1996 e 2012 foi diretor e pró-reitor da pós-graduação da Faculdade de Medicina de São José do Rio Preto. Ao todo publicou mais de 450 artigos científicos, apresentou 675 trabalhos e recebeu vários prêmios. Depositou 19 patentes de equipamentos e dispositivos cardíacos, além de próteses para cirurgia do trato gastrointestinal e para tratamentos de câncer.
Passou a ocupar, desde 2008, a cadeira número 11 de imortal no Conselho Superior da Academia Rio-pretense de Letras e Cultura, de São José do Rio Preto. Apreciador da aviação, foi piloto de planadores e aviões multimotores na categoria de voo por instrumento (IFR), desde 1955. Foi presidente do Aeroclube de São José do Rio Preto por cerca de 10 anos e vice-presidente por 18 anos. Em 1980, recebeu a medalha Mérito Santos Dumont, por serviços à Aeronáutica Brasileira.

## Morte
Em 2004, descobriu um tumor na garganta, mesmo sem ser fumante. Em busca de uma segunda opinião, Domingo foi para os Estados Unidos, onde passou por altas doses de quimioterapia e radioterapia e uma gastrostomia, que lhe enviava nutrientes direto para o estômago através de uma sonda, recuperando-se do tumor.
Domingo fez uma cirurgia na coluna e estava acamado, sofrendo de recorrentes pneumonias, há mais de três anos. Ele morreu em casa, em 22 de março de 2020, aos 81 anos, em São José do Rio Preto. Por conta da pandemia de Covid-19, não houve velório. O prefeito de São José do Rio Preto decretou luto oficial de três dias em decorrência de sua morte.

## Prêmios
Em 1986, recebeu do governo português a Ordem da Benemerência. Em 2009, em São José do Rio Preto, o então governador José Serra conferiu a Domingo a Comenda da Ordem do Ipiranga, a mais alta honraria do Estado de São Paulo, reservada aos cidadãos brasileiros que prestaram serviços notórios aos paulistas no campo social, científico ou cultural.
Em 2012, um produto desenvolvido por Domingo e sua equipe, ganhou o Prêmio Inova 2012, concedido pela Associação Brasileira da Indústria de Artigos e Equipamentos Médicos, Odontológicos, Hospitalares e de Laboratórios (Abimo) pela criação de uma válvula biológica para implante via cateter, a válvula transcateter.
Em 2019, lançou sua autobiografia, assinada pela jornalista Elma Eneida Bassan Mendes, chamada A Céu Aberto, pela Editora Serifa.